# Тавър експрес
Тавър експрес (на турски: Toros Ekspresi) е международен бърз влак от 1930 г., свързвал Истанбул в Турция през Халеб в днешна Сирия с Багдад в днешен Ирак, и от там (с прекачване) - с Техеран в днешен Иран и с Басра (Ирак) на Персийския залив.
Днес това име носи експресен влак в Турция, курсиращ по трасето от Истанбул до границата със Сирия, включително и на по-кратки участъци между Ескишехир / Коня и Адана.

## Описание
Маршрутът на Тавър експрес е продължение от Истанбул в Близкия Изток на маршрута на прочутия в миналото Ориент експрес, опериран от компанията Compagnie Internationale des Wagons-Lits (CIWL).
Строителството на железопътната линия започва в началото на XX век. Участъкът от Кония до Багдад се използва от 1 ноември 1913 г.
Първият пробег на Тавър експрес е на 15 февруари 1930 г. Трасето обаче не е изцяло железопътно, тъй като пътниците пътуват с автобуси на CIWL от Нусайбин (Южна Турция) до Киркук (Северен Ирак), а после продължават по теснолинейка до Багдад. Пряката железопътна връзка по цялото трасе от Истанбул до Багдад е открита на 17 юли 1940 г.
Експресът носи името на планината Тавър в Южна Турция (между заливите на Анталия и Мерсин), където железопътната линия прави множество сложни плетеници за набиране и сваляне на надморска височина с много виадукти. Първоначално пътува 2 пъти на седмица, а от 1972 г. – веднъж седмично. Скоростта на влака достига 140 км/ч. в зависимост от състоянието на пътя. Днес пътят от Адана до Коня отнема около 6,5 часа.
От 1982 г. влакът не се движи заради сложната политическа обстановка в Близкия изток - първоначално заради Ирано-иракската война (1980 – 1988), а впоследствие заради войната срещу Ирак (2003). От 2012 г. Държавните железници на Турция пускат експреса да пътува, но само в отсечката Ескишехир – Адана. Има възможност, но не се знае кога експресът ще възобнови пътуванията си извън Турция.
Турското правителство има планове за изграждане на автомагистрала по трасето, както и на линия за високоскоростен влак.

## В културата
Тавър експрес е представен в детективския роман „Убийство в Ориент Експрес“ на Агата Кристи, излязъл само 4 години след откриването на цялата линия. Началната „Глава 1. Важен пътник в Тавър експрес“ на книгата повествува за пътешествие с този влак.